# Albert Von Tilzer
Albert Von Tilzer (rozený Albert Gumm; 29. března 1878 Indianapolis, Indiana — 1. října 1956 Los Angeles, Kalifornie) byl americký písničkář a mladší bratr kolegy-skladatele Harryho Von Tilzera. Složil hudbu k mnoha hitům, včetně písně „Take Me Out to the Ball Game“.

## Raný život
Narodil se v Indianapolisu ve státě Indiana a jeho rodné jméno bylo Albert Gumm. Jeho rodiče, Sarah (Tilzer) a Jacob Gumbinsky, byli polští židovští přistěhovalci. Krátce pracoval ve vydavatelské společnosti svého staršího bratra Harryho Von Tilzera, jeho nejstarší písně vydával právě jeho bratr Harry.
Harry začal používat matčino příjmení (Tilzer), k němumž přidal německý přídomek „Von“. Po jeho vzoru si nakonec příjmení změnili i jeho bratři (Albert, Will a Jules).

## Kariéra
Během několika let se mu podařilo vytvořit svou vlastní firmu The York Publishing Company.
V roce 1913 firmu rozpustil a přidal se ke společnosti svého bratra Willa Von Tilzera.
Byl špičkový autor melodií v Tin Pan Alley, od roku 1900 až do počátku 50. let 20. století produkoval četné skladby populární hudby. Spolupracoval s mnoha textaři, včetně Jacka Norwortha, Lewa Browna a Harryho MacPhersona. Řadu jeho melodií hrály a nahrály četné jazzové kapely.
Mezi jeho známé písně patřily „The Alcoholic Blues“, „Au Revoir But Not Good Bye, Soldier Boy“, „Chili Bean“, „Dapper Dan“, „Don't Take My Darling Boy Away“, „Honey Boy“, „I May Be Gone for a Long, Long Time“, „(I'll Be With You) In Apple Blossom Time“, „I'm Glad I'm Married“, „I'm the Lonesomest Gal in Town“, „I Used to Love You But It's All Over Now“, „The Moon Has His Eye On You“, „My Cutie's Due at Two-to-Two“, „My Little Girl“, „Oh By Jingo!“, „Oh How She Could Yacki-Hacki, Wicki-Wacki, Woo“ (interpolováno do pořadu Houp La! (1916), nahrála Ida Adamsová), „Put on Your Slippers and Fill Up Your Pipe, You're Not Going Bye-Bye Tonight“, „Put Your Arms Around Me Honey“, „Roll Along, Prairie Moon“, „Tell Me With Your Eyes“, „Wait Till You Get Them Up in the Air, Boys“ a stovky dalších.
Píseň „Take Me Out to the Ball Game“ byla uvedena jako číslo 8 na seznamu skladeb století.

## Smrt
Přesídlil do Beverly Hills v Kalifornii. Zemřel v Los Angeles.

## Práce na Brodwayi
- The School Girl (1904) – muzikál; uváděný písničkář písně „Lonesome“
- Ziegfeld Follies of 1908 (1908) – revue; uváděný skladatel písní „You Will Have to Sing an Irish Song“, „Nothing Ever Troubles Me (Nothing Ever Ever Ever Hardly Ever Troubles Me)“ a „Since Mother Was a Girl“
- The Happiest Night of His Life (1911) – divadelní hra; skladatel
- Honey Girl (1920) – muzikál; skladatel
- The Gingham Girl (1922) – muzikál; skladatel
- Adrienne (1923) – muzikál; skladatel
- Three Doors (1925) – divadelní hra; producent
- Burlesque (1927) – divadelní hra; uváděný písničkář
- Diamonds – uváděný písničkář